# Саймак, Сильвио
Сильвио Саймак (хорв. Silvio Simac, Сильвио Шимач) — американский актёр и мастер боевых искусств хорватского происхождения. Четырнадцатикратный чемпион Британии по тхэквондо, обладатель чёрного пояса по карате. Наиболее известен по роли Леона в фильме «DOA: Живым или мёртвым».

## Биография
Сильвио Саймак родился 21 ноября 1973 года в Задаре, Югославия (сейчас Хорватия). В 1986 году переехал в Лондон.
Прославился в Голливуде благодаря фильмам «Неоспоримый 2», «Перевозчик 3» и «Мастер тай-цзи».

## Фильмография
| Год  |   | Русское название       | Оригинальное название             | Роль             |
| ---- | - | ---------------------- | --------------------------------- | ---------------- |
| 2005 | ф | Дэнни Цепной Пёс       | Unleashed                         | боец             |
| 2006 | ф | Неоспоримый 2          | Undisputed II: Last Man Standing  | Аркадий Давик    |
| 2006 | ф | DOA: Живым или мёртвым | DOA: Dead or Alive                | Леон             |
| 2008 | ф | Перевозчик 3           | Transporter 3                     | «Силач» Джо      |
| 2013 | ф | Мастер тай-цзи         | Man of Tai Chi                    | Юрий Романов     |
| 2014 | с | Военная хроника        | Métal Hurlant Chronicles          | Сант             |
| 2019 | ф | Джон Уик 3             | John Wick: Chapter 3 — Parabellum | мускулистый боец |
| 2025 | ф | Кровавая буря          | Bloodstorm                        |                  |